# Kinin
Kinin är ett ämne använt vid behandling av malaria, som även har en muskelavslappnande effekt. Ämnet utvinns än idag ur barken från kinaträdet, eftersom den syntetiska processen aldrig kommit till industriell användning.

## Historia
Kinaträdets bark, som innehåller kinin, var av amerikanska ursprungsbefolkningen känd för sina läkande egenskaper, men användes inte i Europa förrän man upptäckte kininets antimalariska egenskaper. Tiden för upptäckten är kontroversiell: det fanns ingen malaria i Sydamerika, så de infödda kunde inte känna till barkens egenskaper mot malaria. År 1638 upptäcktes kinabarkens egenskaper av grevinnan av Chinchón (hustru till vicekungen Luis Fernández de Cabrera), i Peru, då hon konstaterade att den användes av de infödda för att behandla feber, men hänvisningar till kininets helande egenskaper och exporten av barken hade börjat tidigare. Det vetenskapliga namnet cinchona syftar direkt på grevinnan (Linné transkriberade det spanska ljudet "chi" på det italienska sättet till "ci", vilket var vanligt på den tiden)
Kininet isolerades och namngavs 1817 av de franska forskarna Pierre Joseph Pelletier och Joseph Bienaimé Caventou. På Inkarikets språk, quechua, kallades kinaträdets bark "Quina-Quina", ungefär "bark av bark" eller "helig bark", detta gav den det franska namnet quinine. Ända fram till 1820-talet blandades oftast den torkade finmalna barken med vin eller någon annan dryck.

## Användning
Kinin kom till storskalig profylaktisk användning omkring 1850, även om det användes första gången i Rom på 1630-talet. Vid denna tid hade man i Rom stora problem med malariamyggor i de våtmarker och träsk som omgav staden. Malarian drabbade alla, såväl påvar som besökare i staden, så när jesuitprästen och apotekaren Agostino Salumbrino lade märke till hur quechuafolket använde chinchoabarken, tog han tillfället i akt att skicka ett prov av den hem till Rom.
Kinin spelade en stor roll i koloniseringen av Afrika. Afrika var tidigare känt som "den vite mannens grav" på grund av malarian.
Under kolonialtiden drack de brittiska officerarna tonic, som innehåller kinin, för att avvärja den beryktade malarian. Sedermera upptäckte de att tonicen smakade bättre med en skvätt gin i och det lär ha varit så den populära drinken gin och tonic skapades.